# Этихлорвинол
Этихлорвинол (англ. Ethchlorvynol) — ГАМК-эргическое седативное и снотворное средство, впервые разработанное компанией Pfizer в 1950-х годах. В США он продавался под торговой маркой Плацидил. Плацидил выпускался в капсулах по 200 мг, 500 мг и 750 мг. В то время как капсулы по 500 мг и 750 мг предназначались для уменьшения задержки сна, капсулы по 200 мг предназначались для повторного вызывания сна в случае раннего пробуждения. Компания Abbott Laboratories прекратила производство лекарства в 1999 году из-за того, что он был заменен бензодиазепинами и по причине злоупотребления им. После этого Плацидил был доступен в США около года. Теоретически этилхлорвинол может быть произведен для продажи в Соединенных Штатах другой фармацевтической компанией (при условии одобрения такого производства FDA), но ни одна фармацевтическая компания не решилась этого сделать. Лица, имеющие действительный рецепт на это вещество, могут легально провозить с собой в США разумное количество этихлорвинола.

## Использование и эффект
Этилхлорвинол использовался для лечения бессонницы, но к 1990 году количество выписываемых рецептов на этот препарат значительно сократилось, поскольку другие снотворные средства, которые считались более безопасными (то есть менее опасными при передозировке), стали гораздо более распространенными. Он больше не прописывается в Соединенных Штатах из-за недоступности, но он все ещё доступен в некоторых странах и по-прежнему будет считаться законным для хранения и использования по действительному рецепту.
Наряду с ожидаемыми седативными эффектами расслабления и сонливости, побочные реакции на этихлорвинол включают кожную сыпь, слабость, беспокойство и эйфорию. Побочные эффекты ранней адаптации могут включать тошноту и рвоту, онемение, помутнение зрения, боли в животе и временное головокружение. Специфических антидотов для этилхлорвинола не существует, и лечение проводится в соответствии с протоколами, аналогичными протоколам лечения передозировки барбитуратов. Передозировка может сопровождаться различными симптомами, включая спутанность сознания, лихорадку, периферическое онемение и слабость, снижение координации и мышечного контроля, невнятную речь, учащенное сердцебиение, угнетение дыхания, а при экстремальных передозировках — смерть.
Как и все агонисты ГАМК-рецепторов, Плацидил может вызывать привыкание и чрезвычайно сильное физическое привыкание (с потенциально смертельной абстиненцией, напоминающей белую горячку и бензодиазепиновую абстиненцию). После длительного применения симптомы отмены могут включать судороги, галлюцинации и амнезию. Как и в случае с большинством снотворных средств, Плацидил был показан для применения при лечении бессонницы в течение короткого периода времени (неделя или две). Тем не менее, врачи нередко назначали Плацидил (и другие снотворные средства) в течение длительных периодов времени, как это делают в настоящее время снотворные средства.
В конце 1970-х годов этилхлорвинол иногда назначали чрезмерно, что вызывало небольшую эпидемию среди людей, которые быстро становились зависимыми от этого мощного наркотика. Певец Элвис Пресли любил использовать Плацидил, судья Верховного суда Уильям Ренквист был госпитализирован для детоксикации Плацидила, как и Стивен Тайлер из Aerosmith. Иногда случались смертельные случаи, когда зависимые люди пытались ввести наркотик непосредственно в вену или артерию. Этилхлорвинол несовместим с внутривенными инъекциями, и при его использовании таким образом могут возникнуть серьёзные травмы (включая потерю конечностей из-за повреждения сосудов) или смерть.

## Химия
Этилхлорвинол относится к классу седативно-снотворных карбинолов, в который входят метилпарафинол и трет-амиловый спирт. Это не производное бензодиазепина, карбамата или барбитуровой кислоты, и его молекулярная структура значительно проще. Систематическое название этилхлорвинола обычно дается как этил 2-хлорвинилэтинилкарбинол или 1-хлор-3-этилпент-1-ен-4-ин-3-ол. Его эмпирическая формула — C7H9ClO.
Этилхлорвинол синтезируется реакцией этинилирования с использованием ацетилида лития и 1-хлор-1-пентен-3-он в жидком аммиаке с последующей кислотной обработкой.